# Гертевиц
Гертевиц (њем. Gertewitz) општина је у њемачкој савезној држави Тирингија. Једно је од 76 општинских средишта округа Зале-Орла. Према процјени из 2010. у општини је живјело 174 становника. Посједује регионалну шифру (AGS) 16075031.

## Географски и демографски подаци
Гертевиц се налази у савезној држави Тирингија у округу Зале-Орла. Општина се налази на надморској висини од 358 метара. Површина општине износи 4,2 km². У самом мјесту је, према процјени из 2010. године, живјело 174 становника. Просјечна густина становништва износи 41 становника/km².